# Décès en 1381
Décès
- 1377
- 1378
- 1379
- 1380
- 1381
- 1382
- 1383
- 1384
- 1385

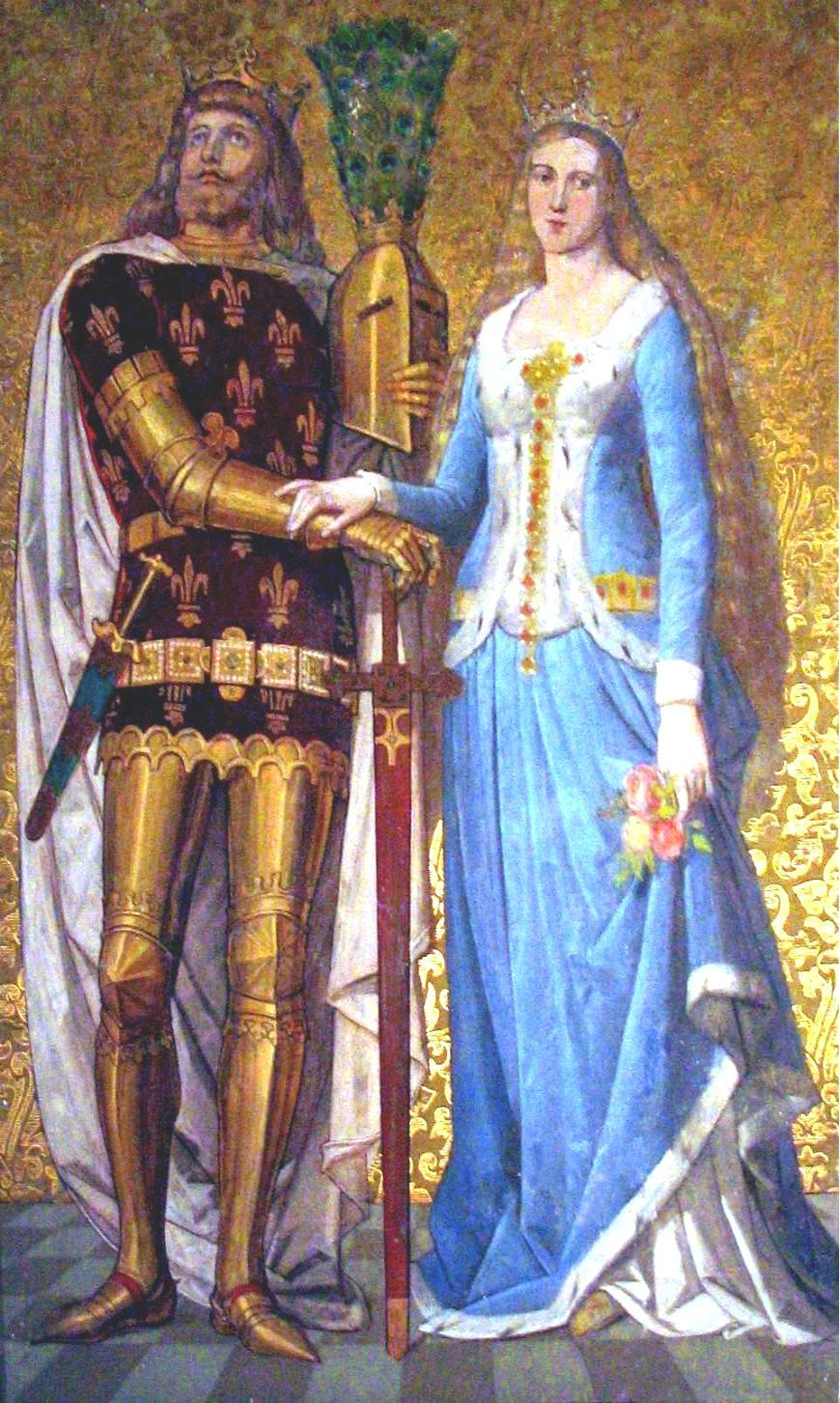
Frédéric III de Thuringe avec son épouse Catherine de Henneberg. Il meurt en 1381.

Cette page dresse une liste de personnalités mortes au cours de l'année 1381 :
- 23 janvier : Pierre Flandrin, cardinal français.
- 24 mars : Catherine de Suède, fille de Sainte Brigitte et supérieure de l’ordre du Saint-Sauveur.
- 21 mai : Frédéric III de Thuringe, landgrave de Thuringe, margrave de Misnie puis co-landgrave de Thuringe et co-margrave de Misnie.
- 14 juin : 
  - Robert de Hales, grand maître des chevaliers hospitaliers d’Angleterre.
  - Simon Sudbury,  cinquante-huitième archevêque de Cantorbéry.
- 15 juin : Wat Tyler, paysan anglais, soldat démobilisé des guerres de France
- 16 juin : Siemovit III, duc de Mazovie.
- 20 juin : Song Lian, historien et critique d'art et enseignant de Zhu Yuanzhang (Ming Hongwu), premier empereur de la dynastie Ming.
- 15 juillet : John Ball, prêtre, figure importante de la révolte des paysans.
- 18 juillet : Gautier IV d'Enghien, seigneur d'Enghien.
- 25 août : Jean III de Montferrat, marquis de Monteferrat.
- 11 septembre : Charles de Montmorency, maréchal de France.
- octobre : Jeanne de Sarrebruck-Commercy, seigneur de Commercy-Château-Bas.
- 28 septembre : Taddea Visconti, duchesse consort de Bavière.
- 16 octobre : Withego Hildbrandi, évêque de Naumbourg.
- 19 novembre : Tommaso da Frignano, cardinal italien.
- 2 décembre : Jan van Ruusbroec, théologien mystique brabançon.
- 27 décembre : Edmond Mortimer, 3e comte de March et comte d'Ulster, commandant militaire durant la guerre de Cent Ans.

- Venceslas Ier d'Opava, duc d'Opava.
- Jean II de Blois-Châtillon, comte de Blois et de Dunois, duc de Gueldre, seigneur d’Avesnes, Landrecies, Trelon, la Goade, Schoonhoven et de Tholen.
- Jehan de Launay, capitaine de la châtellenie de Courtrai puis capitaine des Gantois rebelles en 1381 lors de la révolte des chaperons blancs.
- Jean de Liège, sculpteur d'origine flamande principalement actif en France.
- Catherine de Suède, ou Catherine de Vadstena, moniale, abbesse de l’ordre de Sainte-Brigitte.
- Bartolomeo II della Scala, membre de la dynastie italienne des Scaliger qui domine Vérone et ses possessions.
- William Latimer, 4e baron Latimer, chevalier et diplomate anglais.
- Simon Richard, écuyer seigneur de Kerjean en Plestin-les-Grèves et capitaine de Lesneven. Il est l'un des combattants du combat des Trente.
- Jack Straw, est l’un des trois leaders, avec John Ball et Wat Tyler de la révolte des paysans.
- Simone Talenti, sculpteur et un architecte italien.

## Crédit d'auteurs
- Cet article est partiellement ou en totalité issu de l'article intitulé « 1381 » (voir la liste des auteurs).